# الجامع الكبير (الجزائر)
36°47′07″N 3°03′51″E / 36.785277777778°N 3.0641666666667°E

المسجد الكبير في الجزائر العاصمة يطلق عليه كذلك اسم المسجد العتيق و  المسجد جامع. هو أقدم مسجد قائم في الجزائر العاصمة ويقال أنه الأقدم في الجزائر بعد مسجد سيدي عقبة بــبــسكرة ويعد إلى جانب الجامع الكبير في تلمسان والجامع الكبير في ندرومة واحدا من الآثار القليلة المتبقية من العمارة المرابطية. يرجع تاريخ بناء الجامع الكبير إلى القرن الخامس هجري خلال امتداد حكم سلالة المرابطين للجزائر على يد مؤسس الدولة أمير المؤمنين يوسف بن تاشفين وبالضبط في الأول من رجب عام 490 للهجرة الموافق ل 18 جوان سنة 1097 م ويعتقد أنه قد شيد على أنقاض كاتدرائية مسيحية تعود إلى العهد الروماني.فيما يعود تاريخ بناء مئذنته إلى سنة 1324 م (1332 م في بعض المصادر)

## الموقع

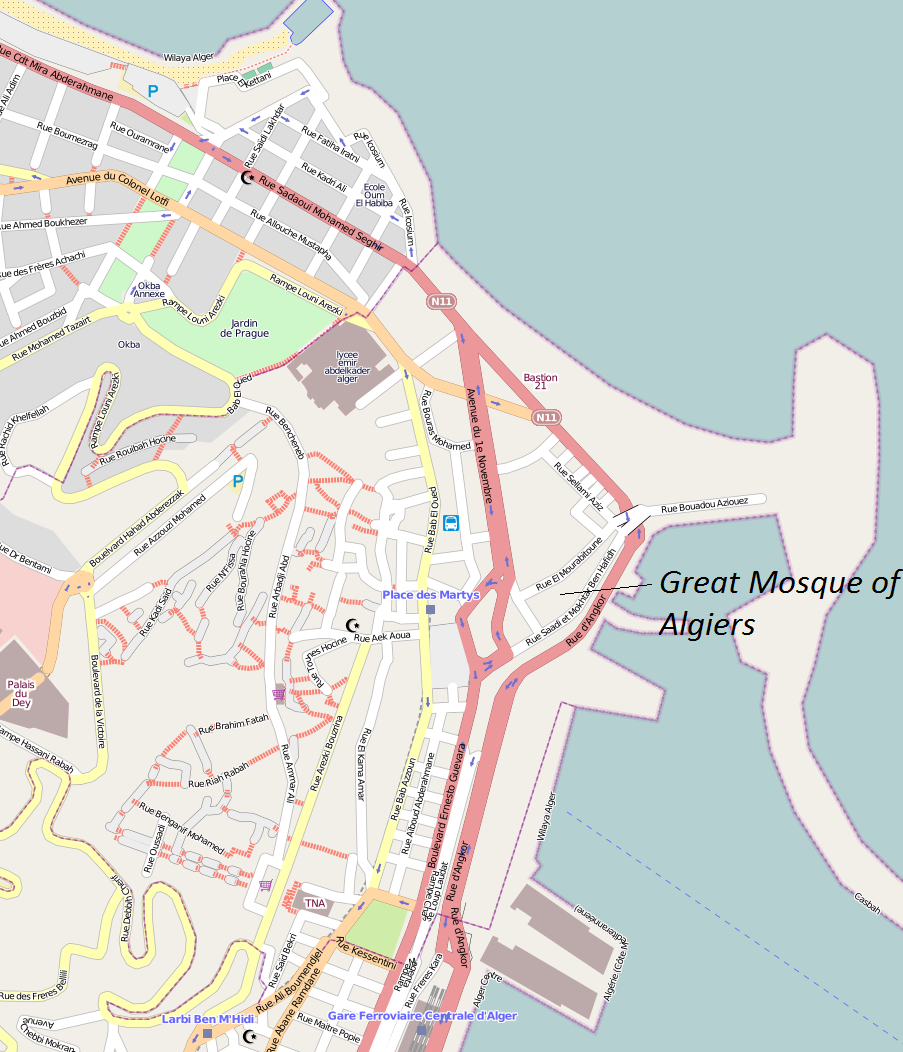
موقع الجامع

يقع الجامع الكبير في الجزء الشمالي الشرقي من العاصمة في منطقة القصبة التاريخية بالقرب من الميناء , " نهج البحرية سابقا" , عن يسار غرفة التجارة في اتجاه البحر بين شارع المرابطين وشارع سعدي ومختار بن حفيظ مطلا على مدخل المدينة إلى ميناء العاصمة البحري وحسب المصادر التاريخية فقد كان محاذيا لسوق كبيرة في ذاك الوقت مما جعله قبلة المصلين ووجهة لطلبة العلوم الدينية.

## تاريخ بنائه
اعتمد المؤرخون في تحديد تاريخ بناء الجامع الكبير بالعاصمة على الكتابة المنقوشة على منبره فأضحى بذلك مادة تاريخية لا يستهان بها. وتم اكتشاف هذا الأثر التاريخي في المسجد الكبير بالعاصمة بعد 90 سنة من الغزو الفرنسي للجزائر، كان ذلك من باب الصدفة، فالمنبر الذي يصعد فوقه الإمام كل يوم جمعة لإلقاء خطبة الجمعة معروف منذ القدم. ورغم تعرض المسجد لعدة هجمات للقوات الاستعمارية ارتاى معماريون فرنسيون الإبقاء عليه منهم المعماري  كريستوف باعادة بناء ألواح المنبر التي تآكلت ليتم تركيبها فوق هيكل حديدي متحرك، وتتضمن النقوش التي يزادن بها منبر هذا المسجد وهي مكررة ثلاث مرات بالخط الكوفي تاريخ انشائه حسب ماذكره  بارقاس في مجلة الشرق الأوسط سنة 1857 كما نقلها دفولوكس في ترجمته لدراسة اعدت سابقا حول المباني الدينية بالجزائر العاصمة سنة 1870 أما  كولين فقد دونها في الصفحة الأولى في مدونته التي صدرت له بالجزائر سنة 1901 لكن المثير في الأمر أنه لا أحد اهتم بموضوع النقش المعماري الذي يحمل كتابة تاريخ بناء المسجد الكبير.. وحسب نفس المصدر فان هذا المنبر لفت انتباه الأثريين ومؤرخي الفن الإسلامي محدثا ضجة وتضاربا بينهم
وقد بناه يوسف بن تاشفين في الأول من رجب عام 490 للهجرة الموافق ل 18 جوان سنة 1097 م وفق نموذج العمارة الدينية المرابطية ليكون وقتئذ أكبر مساجد الدولة
- النقيشة 1: كتبت على المنبر الخشبي: "بسم الله الرحمن الرحيم أتم هذا المنبر في أول شهر رجب من سنة تسعين وأربعمائة. الذي عمل محمد"

وبنيت مئذنته بعد حوالي 3 قرون من بناء الجامع عام 1324 للميلاد على يد سلطان تلمسان الزياني أبو تاشفين ابن أبو حمو موسى الأول
النقيشة 2: كتبت على لوح من الرخام الأبيض ثبت على أحد الجدران بالقرب من مدخل مئذنة المسجد الكبير في الجزائر ليقرأها الداخل إلى واحد من أقدم بيوت الله في العاصمة والعالم الإسلامي.
```
"بسم الله الرحمن الرحيم، 
   صلى الله على سيدنا محمد

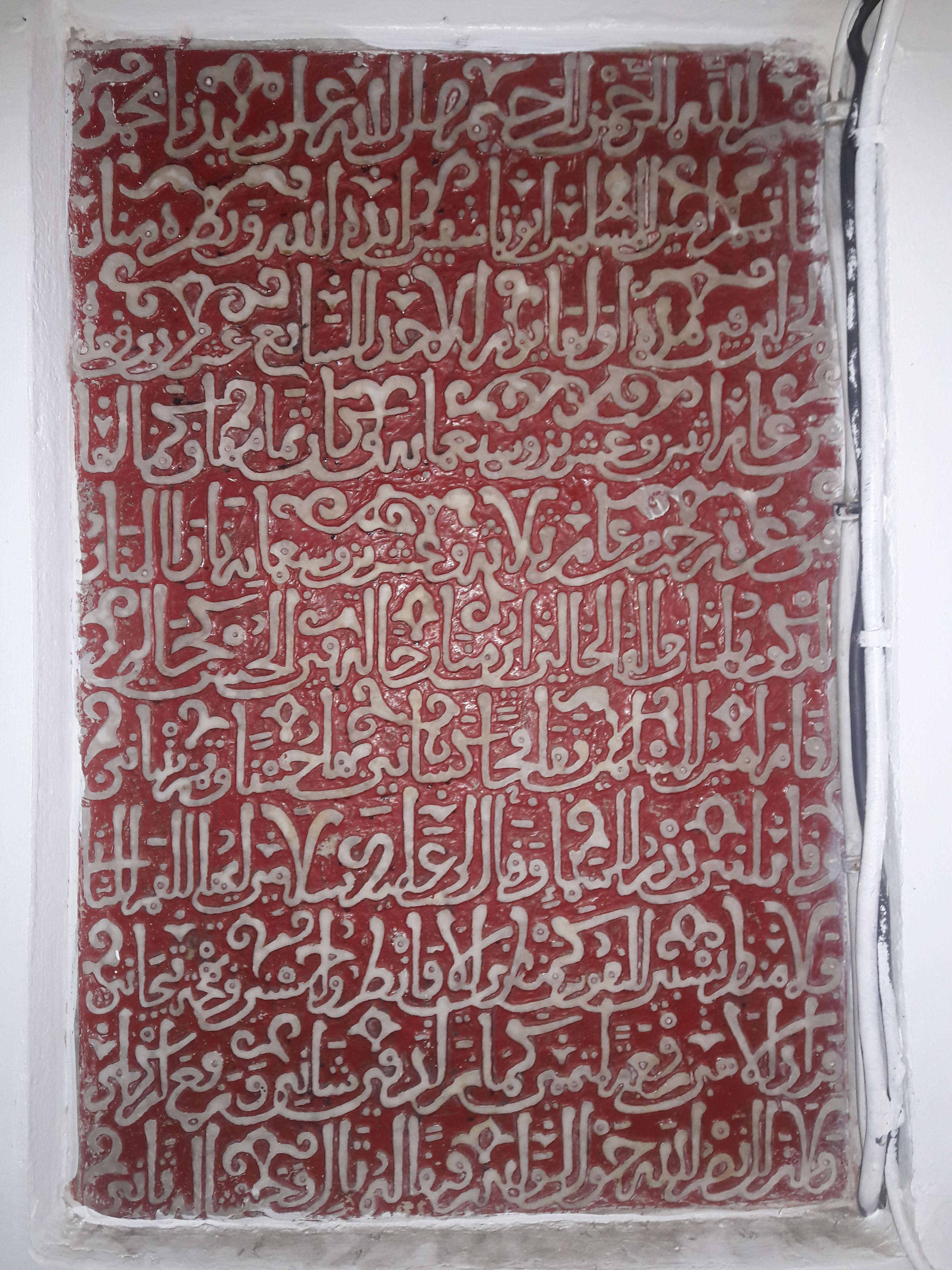
نقيشة ثبتت على أحد الجدران بالقرب من مدخل مئذنة المسجد

لما تمم أمير المسلمين أبو تاشفين أيده الله
ونصره منار الجزائر في مدة أولها يوم الأحد 
السابع عشر من ذي القعدة من عام اثنين وعشرين 
وسبعمائة وكان تمامها في كمالها في غرة رجب عام
ثلاثة وعشرين وسبعمائة ناد المنار المذكور بلسان
حاله الحالي:أي منار حاله الحسن كحالي أقام أمير
المسلمين تفاحا كساني بها حسنا وتمم بنياني و
قابلني بدرالسماء وقال لي عليك سلامي أيها القمر 
الثاني فلا منظر يسبي نفوسا كمنظري ألا فانظروا حسني
وبهجة تيجاني فزاد نصر الله حول لوائه رفيقا له تال
    وجيشا له ثاني"
```

## التصميم

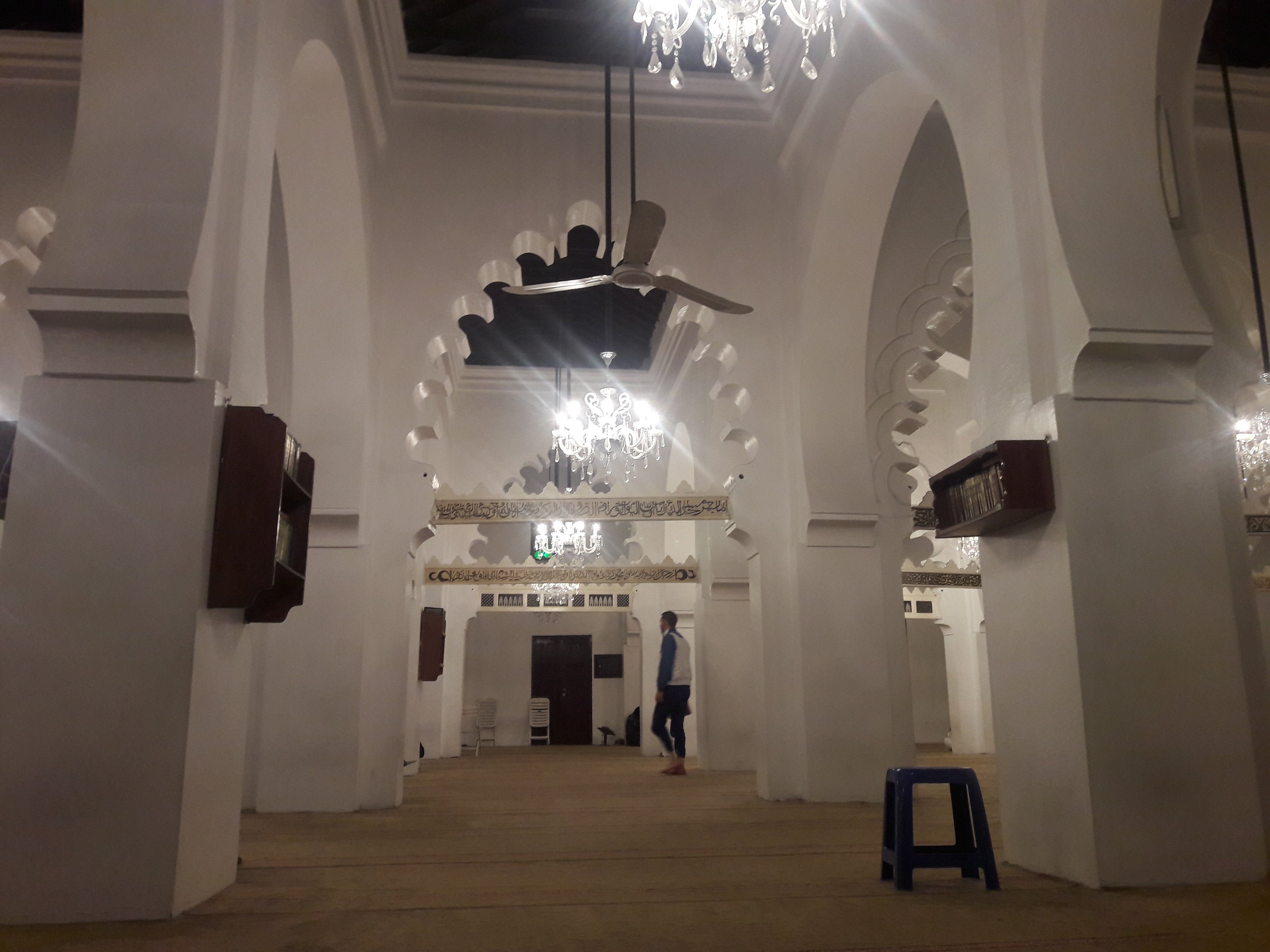
اروقة الجامع

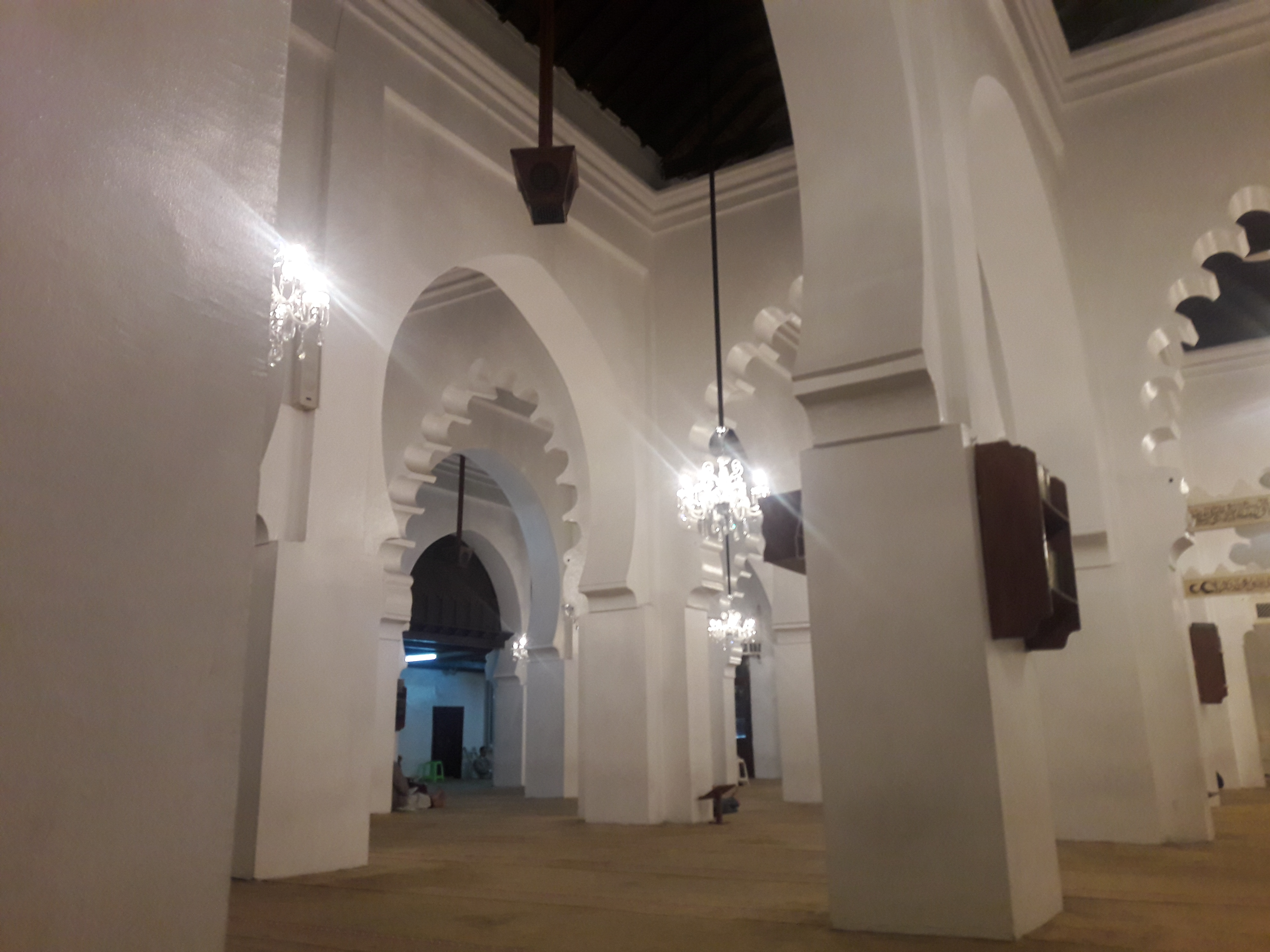
قاعة الصلاة في الجامع الكبير

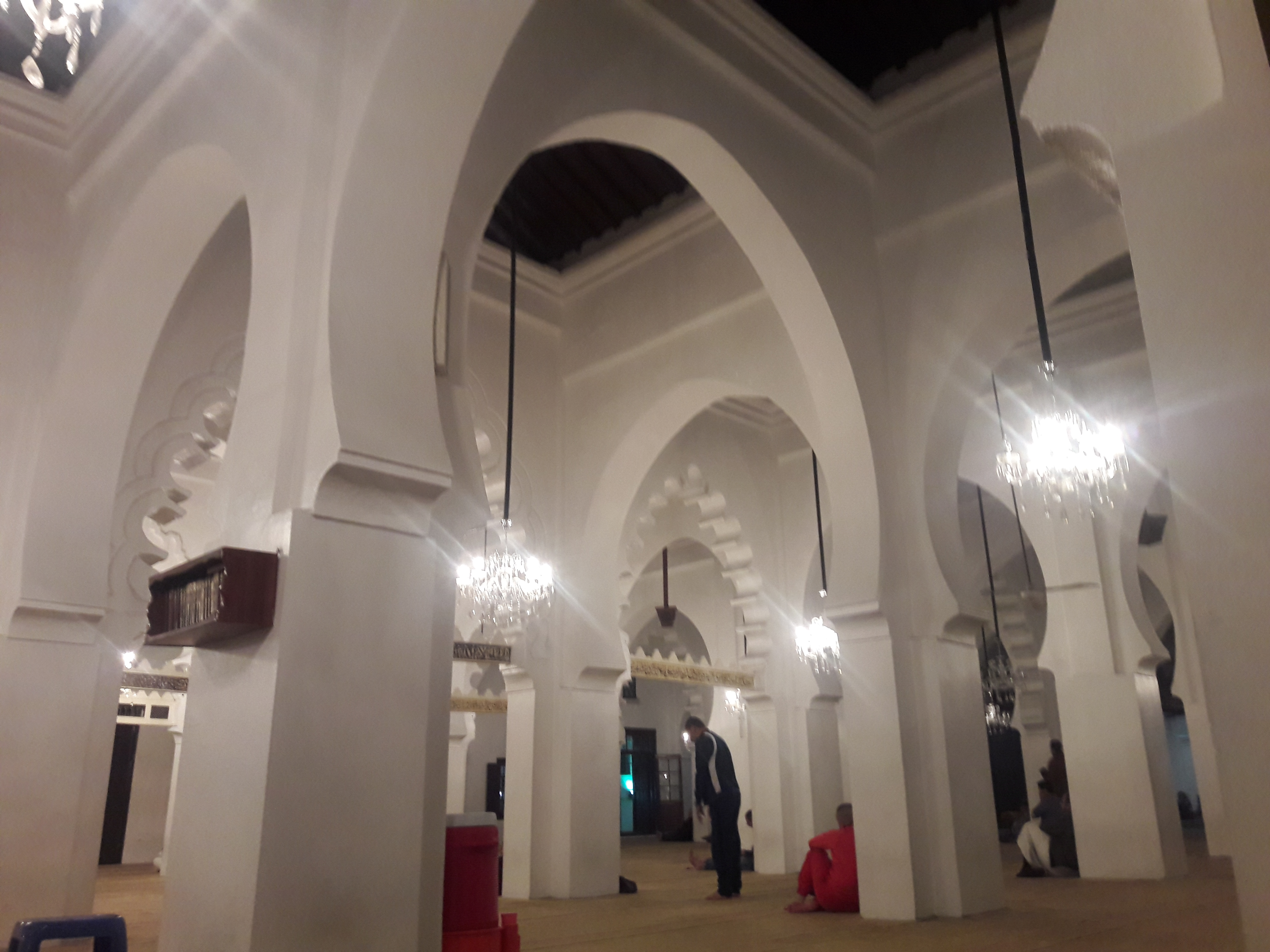
اقواس الجامع الكبير

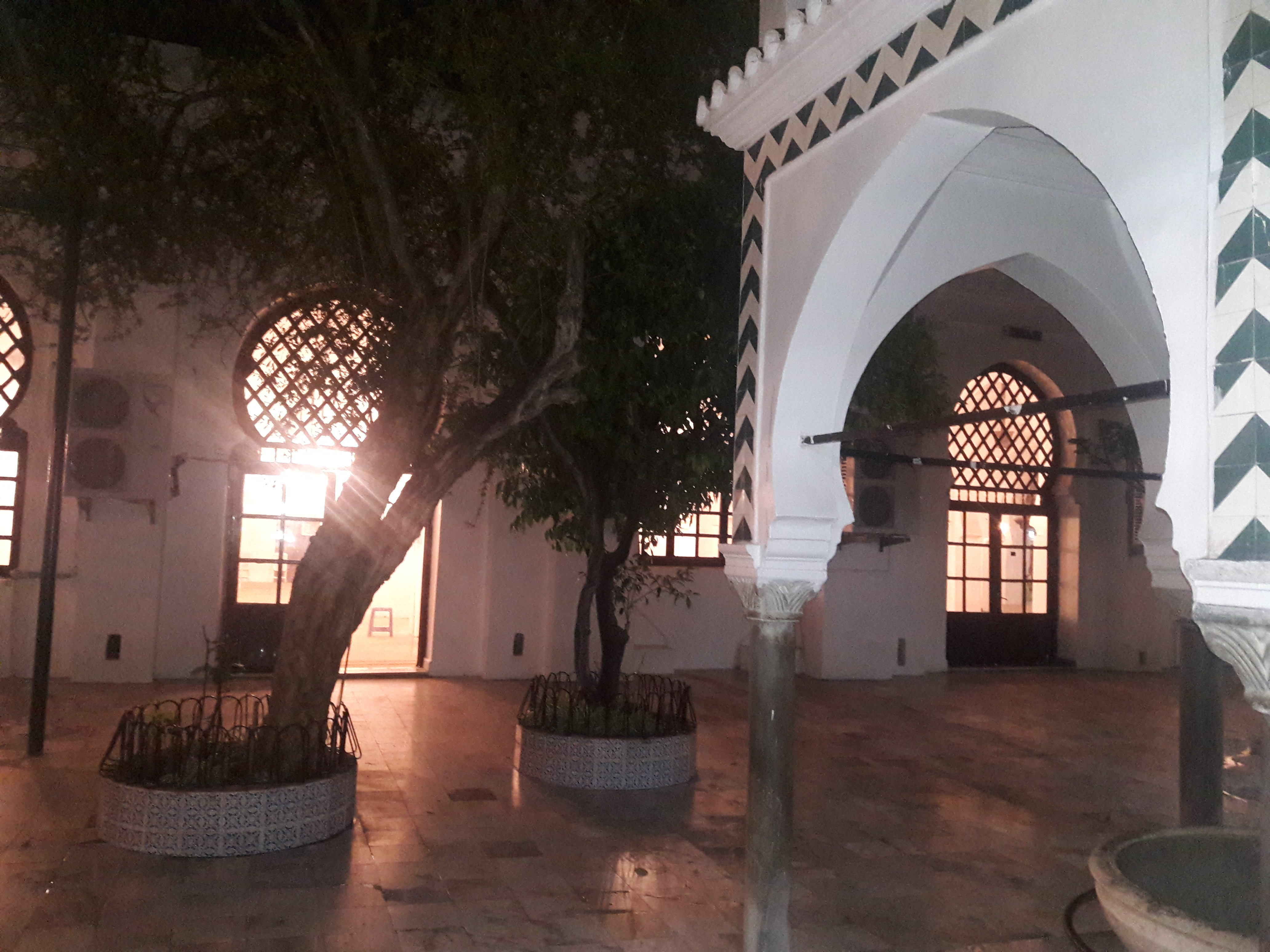
صحن الجامع

إذا كان البحث في تاريخ الدولة المرابطية يتطلب مزيدا من الجهد، فإن معمارها الديني يستدعي عناية علمية خاصة كذلك، فآثار المرابطين نادرة والمتبقي منها لحقه تغيير كبير، حتى أنه قد فقد بعضا من أصالته بيد أن إنجازات المرابطين في المغرب الأوسط قد حافظت على وحدتها، إذ تعتبر مساجد كل من الجزائر، وتلمسان ( 1082م) وندرومة (1086م) من آثار مؤسس الدولة المرابطية، يوسف بن تاشفين.
تتميز تصميمات المساجد المرابطية بانتظامها كلها وضخامتها العمرانية.
كما تتميز عن سالفها من المعالم بالتشبث بمبدأ التناظر، سواء في قاعات الصلاة أو في الصحون. فقاعة الصلاة فيه مستطيلة، عرضها أكبر من عمقها تتعامد البلاطات فيها مع جدار القبلة. كما تنفتح دائما على صحن في شكل أروقة جانبية تؤطر ساحة واسعة.ويكون البلاط المحوري أكبر وأعلى من البلاطات الأخرى وقد اكتسب هذا المحور قيمة فنية راقية وجديدة بتغطيته بأشكال مختلفة وبديعة من القباب. أما الأسكوب العرضي فترتكز فيه الأقواس على حائط القبلة ويتميز بكبر أبعاده بالمقارنة مع الأساكيب الأخرى.
بني المسجد الكبير الذي ظل محافظا على اسمه إلى يومنا هذا، في شكل مستطيل قليل الارتفاع مغطى بسقوف منحدرة ممزوجة من القرميد الأحمر على شكل ثنيات عددها أحد عشر ثنية يكون السطحان الاوسطان أكبر من غيرها وتقطعهما قبة تغطي المحراب كما هو الحال في جميع المساجد المرابطية والمسجد صمم ليتم الولوج إليه عن طريق صحن بواسطة رواق يؤدي إلى ثلاث مداخل في الواجهة الأمامية. تحيط بالصحن الممدد الشكل أروقة تعد امتدادا لبلاطات قاعة الصلاة. تتشكل هذه الأخيرة من إحدى عشرة بلاطة موازية لجدار القبلة ويتم الدخول إليها عبر أبواب جانبية.
وسط القاعة تتداخل الأقواس المفصصة المتعامدة مع المحراب بأخرى متجاوزة ومكسورة نسبيا في الاتجاه المعاكس. ترتكز كلها على أعمدة مستطيلة وأخرى صليبية الشكل، إضافة إلى العقود المكسورة التي شاع استعمالها في بنايات الحقب السابقة، استخدم المرابطون في زخارفهم أشكالا أخرى متعددة. فقد طوروا القوس المتعدد الفصوص الذي سبق للأندلسيين أن استعملوه في جامع قرطبة وأبدعوا في تنويعه. كما استخدموا العقود المشكلة من خمسة أو تسعة أو إحدى عشر فصا ليدرجوا ضمن أبنيتهم الدينية سلسلة حقيقية من العقود سيتبناها من جاء بعدهم. منحت لمساجدهم ومنها "المسجد الكبير" ضخامة الأعمدة وجمالية الأقواس المتجاوزة والمكسورة في بساطة وأناقة متناهيتين.
زينت البلاطة المحورية الأكثر اتساعا، بعقود مفصصة محاطة بشرائط متشابكة وهي تؤدي إلى المحراب الذي اعيد بناؤه عقب تدميره خلال حملة قصف العاصمة عام 1683 م وقد اعيد بناؤه في القرن 18 م في شكل كوة مكسورة الزوايا يحد مدخلها عمودان حلزونيان يعلوهما قوس قوطي ذو زخارف جبصية بارزة. بجانبي المحراب ينفتح بابان يؤديان إلى غرف صغيرة ومستطيلة واحدة لازالت تحتفظ على الأرض بنظام سكة حديد بارعة كانت تمكن من تحريك وسحب منبر ذو عجلات إلى قاعة الصلاة. هذا المنبر المعروض حاليا بالمتحف الوطني للآثار والفنون الإسلامية يعد أقدم وأجمل منابر العاصمة.

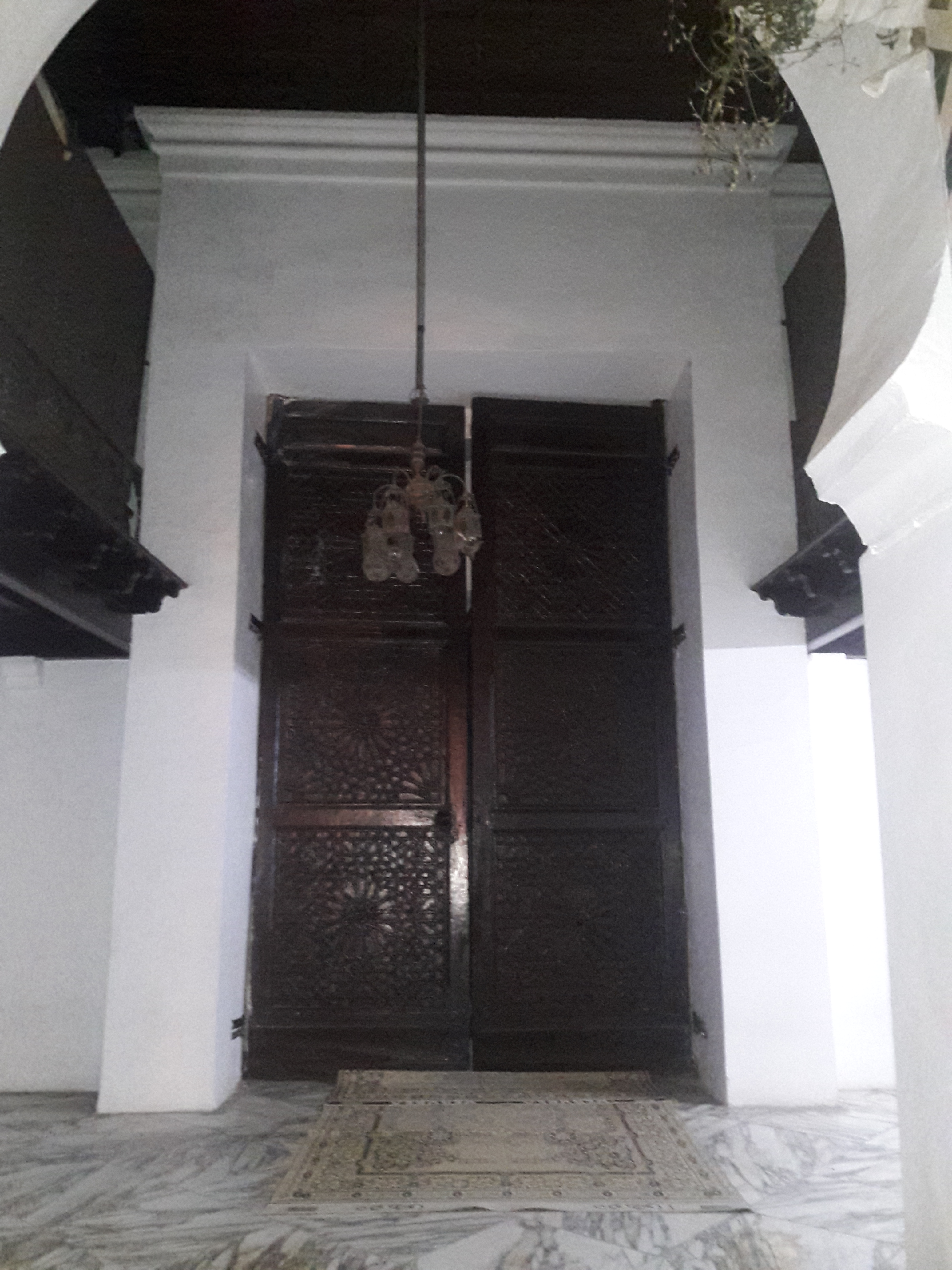
باب الفوارة من داخل صحن الجامع

### ابواب الجامع
على السور المحيط بالجامع نلاحظ عدة مداخل، اهمها مدخلان رئيسيان أحدهما مفتوح مباشرة على فناء المسجد والآخر بمحاذاته إضافة إلى بابين آخرين يخترقان جدار القبلة أحدهما على اليمين ويمثل مدخل قاعة الصلاة والآخر يمثل مدخلا إلى مقصورة الإمام، كان لهذا المسجد يوم تأسيسه ستة أبواب رئيسية مصارعها من الخشب الرفيع، أربعة منها بشماله الغربي واثنان بشماله الشرقي عليها طاق من الرخام الأبيض، ولكل منها اسم يعرف به، فأولها بالنسبة للقادم من ساحة الشهداء وهي الناحية الجنوبية الغربية للمسجد يعرف (بباب الجنينة) وهو أشهر الأبواب اليوم وأكثرها استعمالا، ويليه (باب البواقل) ولفظة بواقل هي جمع (بوقال) مؤنثه (بوقالة) آنية تصنع من فخار للشرب وأصل الكلمة لاتيني استعمله العجم والأتراك وشاع استعماله في اللغة العامية بالجزائر وسبب إضافة هذا الباب إلى البواقل هو ما كان به مصطفا من أواني الشرب العمومية، ثم يلي هذا الباب (باب الفوارة) ـ النافورة ـ وهذا الباب يزيد على غيره من بقية أبواب المسجد بمصراعين كبيرين من الداخل، وهما من الخشب المنقوش المزخرف بخطوط مشتبكة، من نوع التشبيكات السداسية
والثمانية والأشكال الهندسية المتعددة الأضلاع مما نجد مثله بمصراعي جامع العباد المريني بتلمسان ولعله يكون من الزيادة التي زادها أبو الحسن المريني بهذا المسجد، كما أشار إليه ابن مرزوق الخطيب في مسنده، ومما يؤكد لنا هذا المعنى شدة الشبه بين هذين المصرعين ومصراعي النحاس اللذين هما موجودان بمسجد العباد الذي هو من مآثر هذا السلطان، كما أننا نجد ما بين باب البواقل وباب الفوارة بابا مسدودا بمصراعيه لا يحل ولا يفتح، مكتوب على طاقة في أعلاه بالخط النسخي المشتبك هذه الآية الكريمة: "سلام عليكم طبتم فادخلوها خالدين" س: الزمر، آية ,7 ثم يلي هذا الباب (باب الصومعة) وهو قريب من المئذنة.

### فناء الجامع

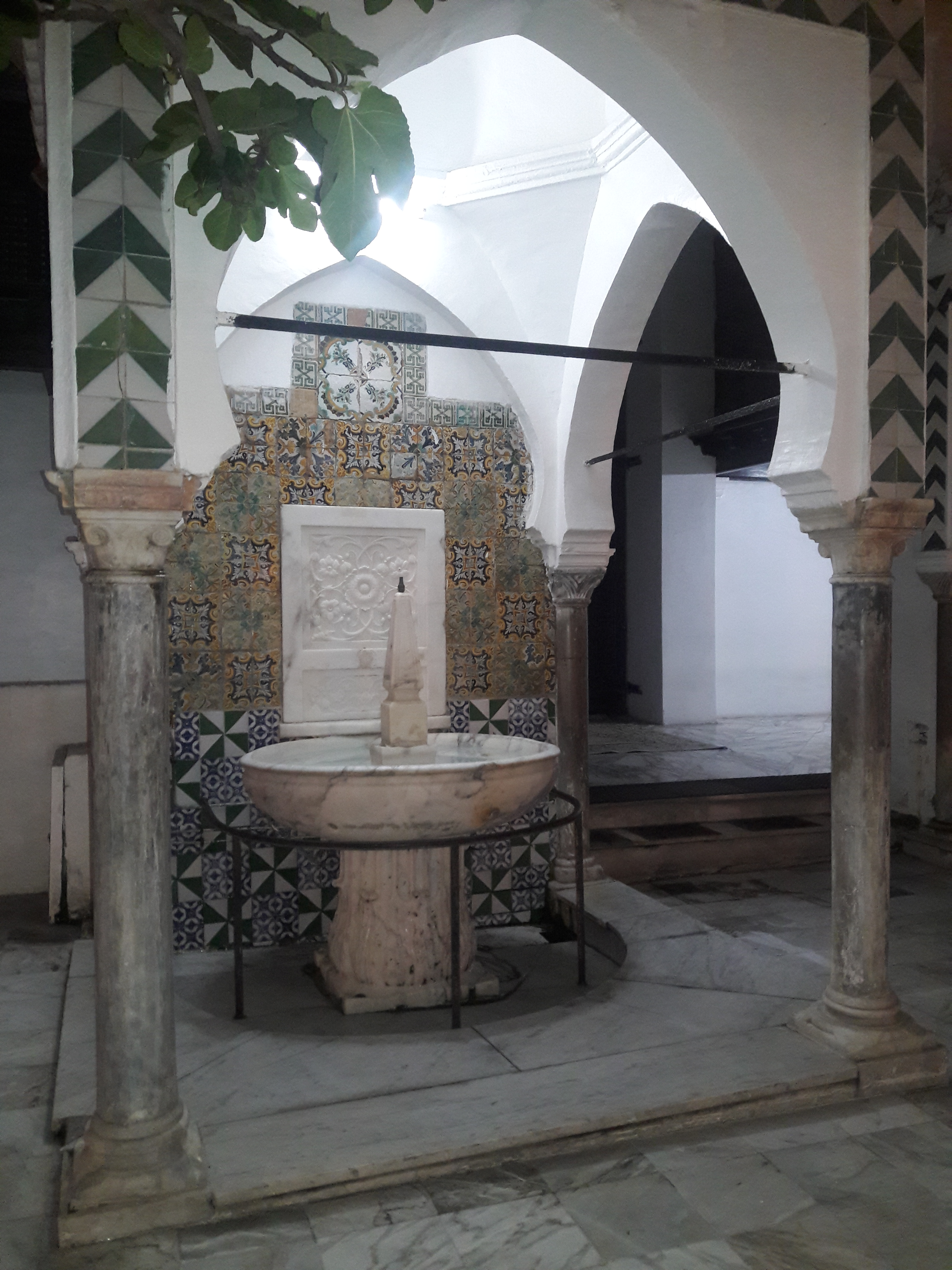
النافورة الاصلية للوضوء على الجانب الايمن من المدخل

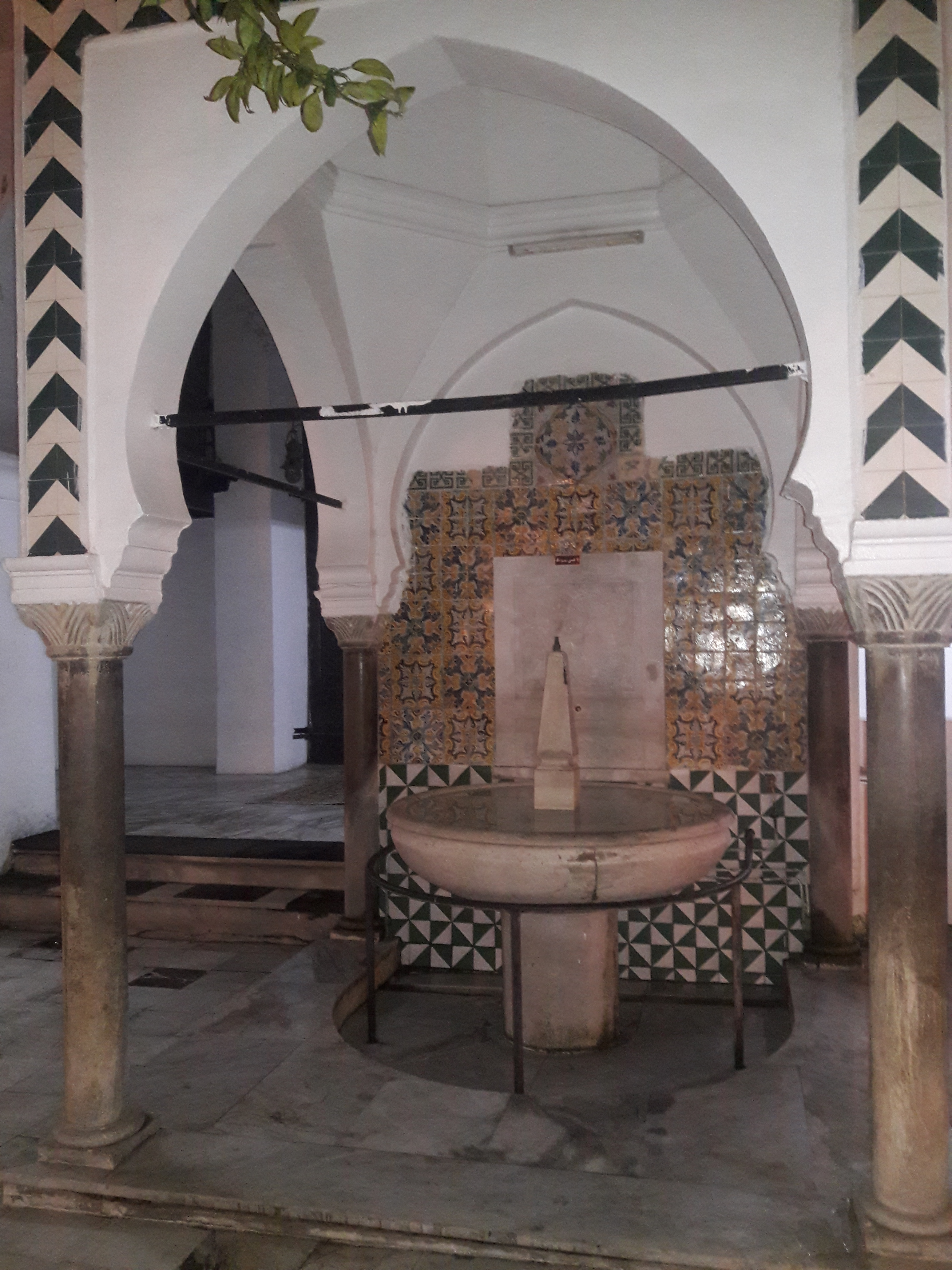
نافورة الوضوء المستحدثة على الجانب الأيسر من المدخل

فناء الجامع الكبير مستطيل يبلغ طوله 20,80 م وعرضه 10,80م وبه قبتان تظلان ميضاءتين للوضوء إحداهما عن يمين باب الفوارة ـ النافورة ـ والثانية عن الشمال، وهما وإن كانتا متشابهتين في شكلهما وظاهرهما فإنهما في الحقيقة والواقع مختلفتين تماما من حيث التاريخ والصنع والمادة التي يقوم عليها حوض الوضوء.. فالأصلية القديمة هي التي عن يمين الباب، وحوضها هو قطعة واحدة من خالص الرخام الأبيض وقاعدته مزخرفة بنقوش منحوتة فيها، ويرجع عهدها إلى العهد التركي حسبما تهدي إليه قواعد الفن؛ وأما الأخرى فهي مستحدثة أخيرا فقط قلد فيها وضعية الأولى وشكلها، وتاريخها لا يزيد عن بضع سنوات مضت، ومادة حوضها من الإسمنت، زيدت للحاجة إليها كما زيدت في هذه الأيام الحنفيات الموجودة عند مدخل باب الجنينة.

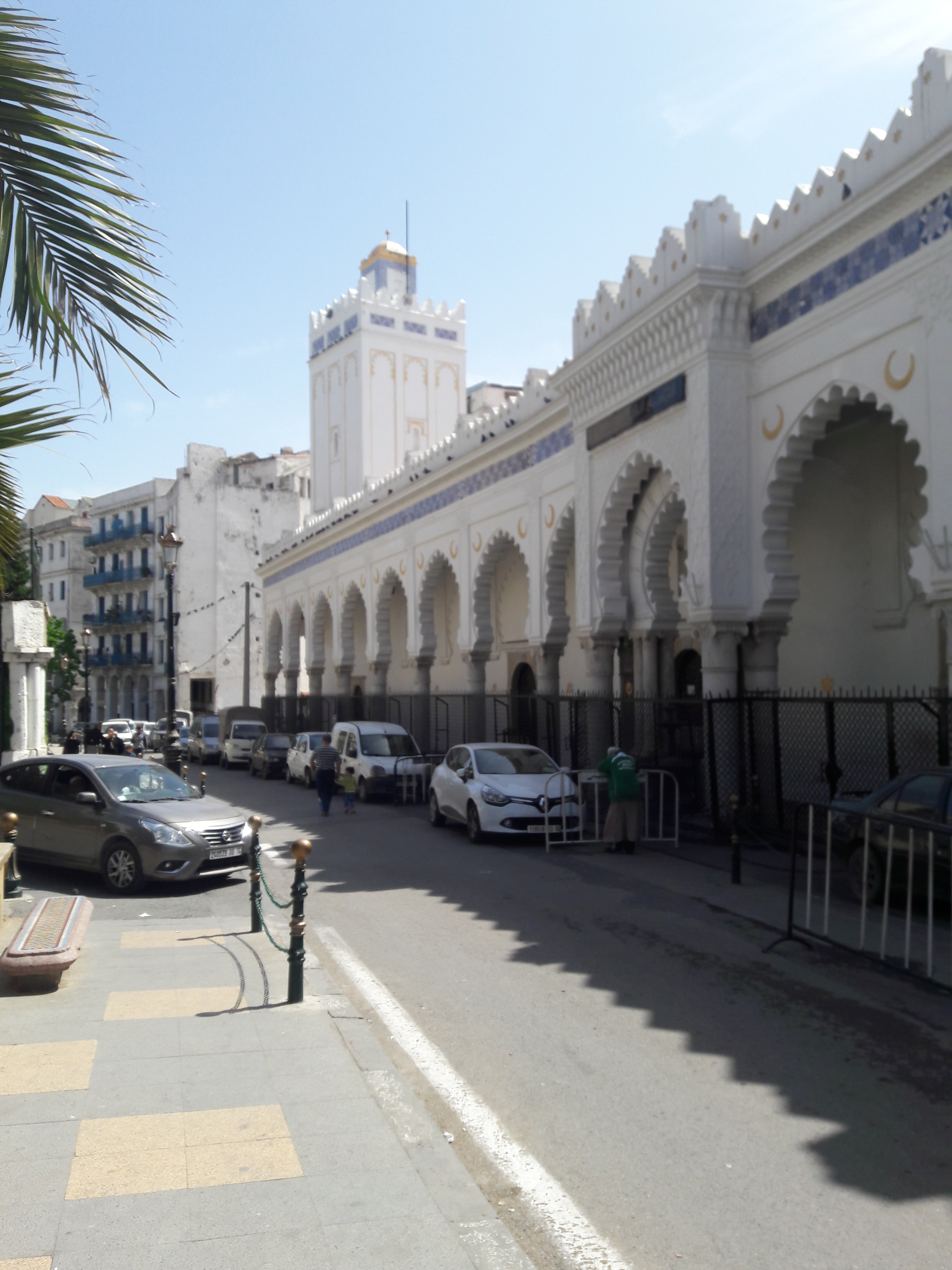
واجهة الجامع من بقايا مسجد السيدة

### واجهة الجامع
في الجهة الشمالية الغربية للمسجد والمطلة على شارع المرابطين وفوق أرضية من بلاط السيراميك الأزرق والأبيض يمتد رواق من الأعمدة الرخامية ذات تيجان مزينة بزخارف نباتية جلبت من مسجد "السيدة" الذي هدمته الإدارة الفرنسية سنة 1832، تنتهي الأعمدة الرخامية باقواس متعددة الفصوص زين اعلاها بشرفات مسننة الشكل على امتداد الرواق يبرز اوسطها امام البوابة الجنوبية للمسجد في شكل غير متناظر أنشأ هذا الرواق في عام 1836 لتزيين واجهة الشارع واعدادها لاستقبال نابليون الثالث حين قام بزيارة للجزائر.

### محراب الجامع

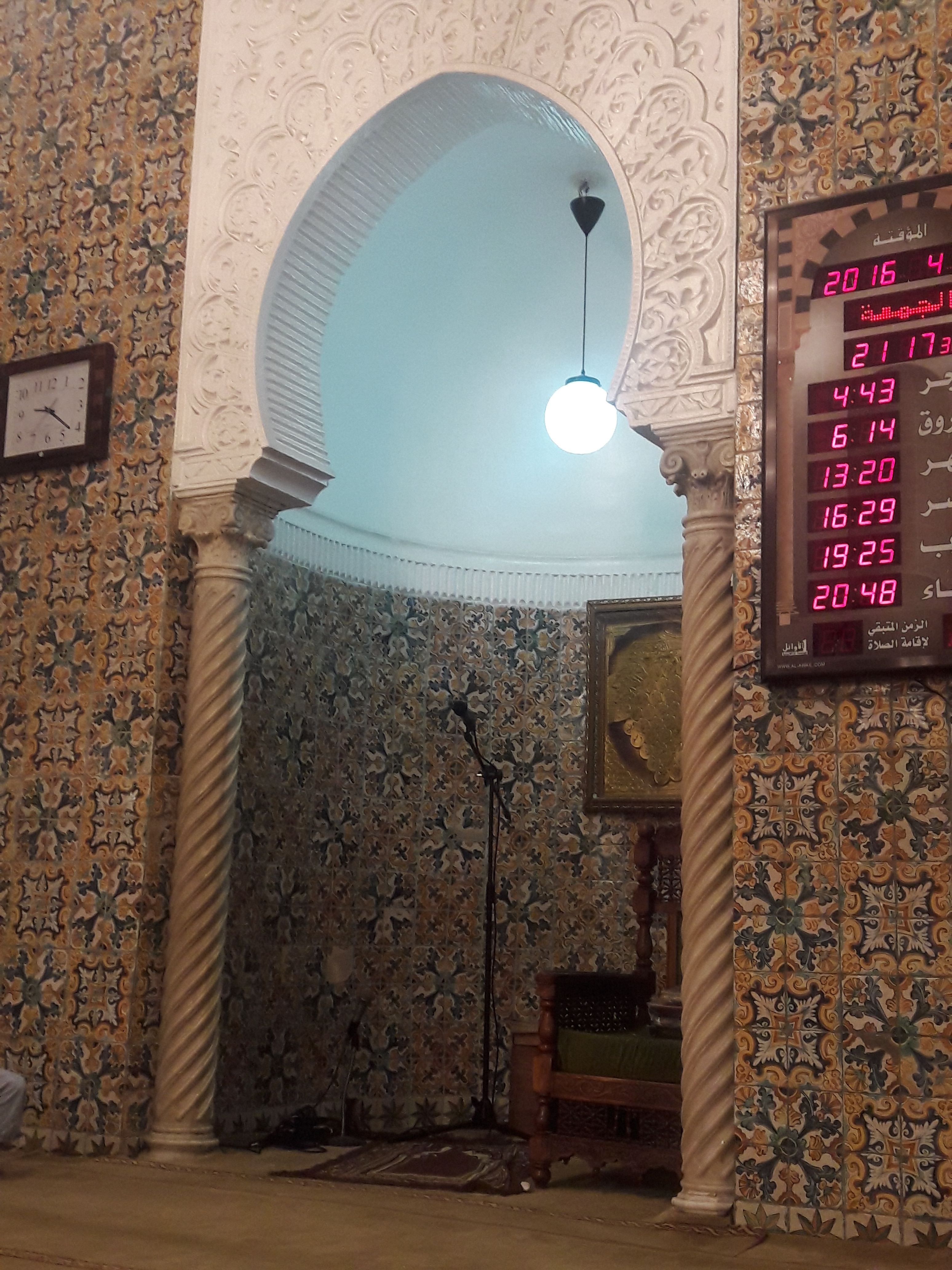
محراب الجامع الكبير

المحراب خال من العناصر الزخرفية ولايضم سوى العمودين الصغيرين اللولبيين على جانبيه، واللذين يميزان عمارة الجزائر في القرن الثامن عشر، إضافة إلى بعض الزخارف الجصية النافرة على شكل قوس مفصص يحيط بعقد المحراب المدبب، وهو ليس المحراب الأصلي الذي تم تهديمه عام 1682 م فوقوع الجامع الكبير بالعاصمة على الواجهة البحرية جعلته عرضة لقذائف العدو حيث تعرض للقصف المدفعي أثناء المواجهات بين خير الدين وعروج والمد الإسباني، الأمر الذي أسقط الجزء الأكبر منه وقلص مساحته التي كانت تمتد إلى غاية الساحل البحري حيث تعرضت صومعته للهدم والكثير من أرجائه.

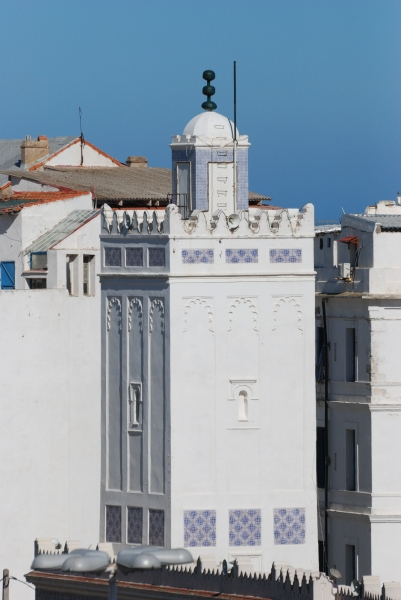
مئذنة الجامع

### مئذنة الجامع
يوجد في في الجانب الشرقي خلف باب الجنينة غرفه مخصصة للإمام إضافة إلى المئذنة التي تشكل بفضل موقعها في الزاوية الشمالية الشرقية إحدى الخصوصيات الملاحظة في مساجد بني عبد الواد الذين تأثروا بالموحدين الذين بنوا مآذن الكتبية والقصبة وإشبيلية. وينتهي جذعها الطويل والممتد بشرفات مسننة أما واجهاتها فتتخللها كوات مستطيلة ذات عقود مفصصة مسدودة وغطاء من الزليج الأبيض والأزرق ناتج عن أعمال ترميم تعود للفترة الاستعمارية. ويعلو المئذنة ثلاث كراة من النحاس ذات احجام متناقصة يخترقها رمح مركزي.

### منبر الجامع

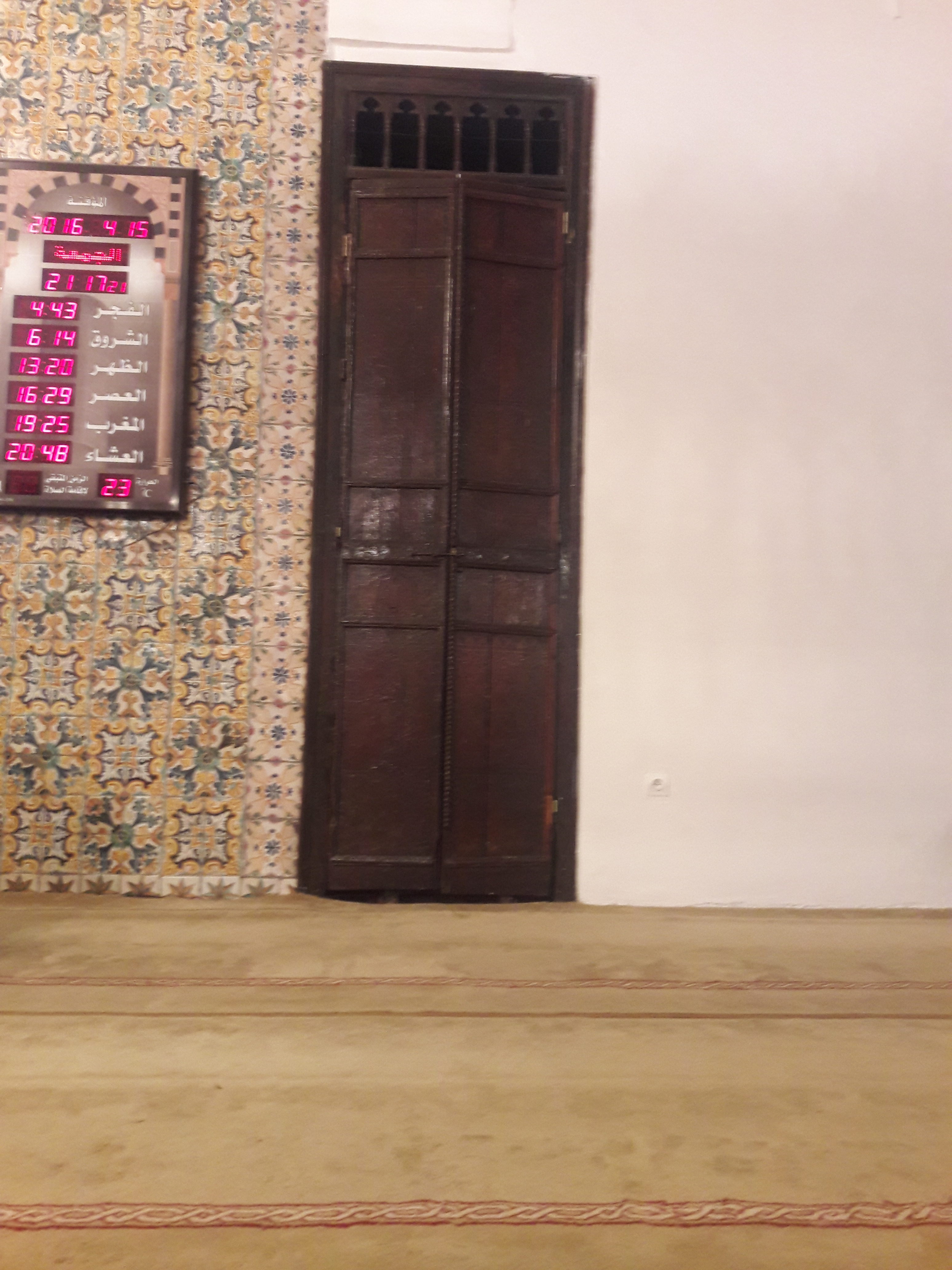
باب حجرة المنبر حيث ينزلق المنبر على سكة حديدية من و إلى قاعة الصلاة

يتكون منبر الجامع الكبير بالجزائر من سبع درجات تربطهما عارضتين جانبيتين ذات شكل مخمس الزوايا، وتزينهما ألواح مزخرفة تتخذ شكل مثلثات ومربعات منحرفة جمعت بواسطة ألسنة وفروض. بمدخل الدرج يوجد إطار عال ومستطيل ينفتح بواسطة قوس متجاور ومنكسر وبجنباته عقدان متراكبان. تحمل تقويسة الجبهة زخرفا زهريا ونقائش، وهي محاطة بشريطة مشبوكة. وأركانها تملؤها غصنيات كثيرة الأوراق. أما الإطار المستطيل فتحيط به نقيشة مكتوبة بالخط الكوفي.
بالعارضتين الجانبيتين لازالت هناك ألواح أصلية مزينة بنقوش بارزة تحتوي على زخارف متنوعة. ثمانية ألواح مزينة بتشكيلات هندسية ذات تأثيرات بيزنطية قديمة. وبها أيضا أشكال متعددة الأضلاع وأخرى نجمية ذات ثمانية رؤوس وهي عناصر ظهرت بمصر بداية القرن 11م. ويشير فان بيرشم إلى وجودها بالصومعة القديمة الفاطمية لمسجد الحكيم التي تؤرخ بسنة 1002، كما نجدها بجامع قرطبة (القرن 10م). هذا المنبر ذو عجلات تنزلق على سكك حديدية تمكن من تحريكه انطلاقا من الحجرة المجاورة للمحراب إلى داخل قاعة الصلاة وهو يحمل عدة أوجه للتشابه مع محراب جامع القيروان (القرن 9م) خصوصا على مستوى العارضتين الجانبيتين. فالاثنان يحتويان على ألواح منقوشة ومثبتة بواسطة قضبان خشبية، تملأ الواجهتين الجانبيتين. وألواح القيراون قريبة جدا من تلك الموجودة بمنبر الجزائر، لهذا السبب يرى جورج مارسي في منبر القيروان النموذج الأصلي الذي استوحى منه منبر الجزائر. هل يمكن القول أنه منذ 200 سنة أو أزيد أن التصميم الكلاسيكي للمنبر الإسلامي الذي يحتمل أنه مشتق من المنبر الكنسي، لم يتغير إلا قليلا وأننا نتوفر على مثالين لشكل اعتمد من طرف مختلف أقاليم الشرق الإسلامي؟
وهذا المنبر الذي أعيد تركيبه على هيكل حديد متحرك يمكن إدخاله بعد خطبة الجمعة إلى غرفة مستطيلة الشكل تقع على يمين المحراب، يتألف المنبر من ريشتين تتألف كل ريشة من حشوات خشبية مختلفة الأشكال بها 45 مربعة و7 حشوة مستطيلة، ومثلثة و 6 شبه منحرف كما نجد كذلك حشوات شبه منحرف والمثلثة عند قواعد القوائم وهي ذات زخارف وأشكال هندسية وأخرى نباتية بديعة ورائعة، كما يوجد به واجهة ذات باب معقود يقدر ارتفاعه ب 2 م به سبع سلالم تقابله جلسة تدعى بجلسة الخطيب ويقدر عمق المنبر ب 2,60 م، لقد حدد عقد الباب بشريط به زخارف كتابية كتبت بالخط الكوفي تنتهي الكتابة بتاريخ إنشاء هذا الجامع.
إذا كان منبر الجزائر يذكر بالمنبر التونسي على مستوى التكوين العام لواجهته الجانبية، فإنه يشبه المعالم الأندلسية والمغاربية على مستوى تشكيلة الواجهة الأمامية وتفاصيل الزخرفة. والقوس المتجاوز والمكسور الذي ينفتح قبل الدرجات يتواجد بأبواب جامع قرطبة. والأسلوب البسيط للكتابة الكوفية ليس له علاقة تماما بالأشكال الزاهية للخط الكوفي التونسي للقرن 11 م ولا تلك التي تميز الكوفي المعاصر له بالقاعة الجنائزية لعشير، بل يقترب أكثر من الأسلوب الذي كتبت به الشرائط الزخرفية التي عثر عليها بمدينة الزهراء قرب قرطبة. ونلاحظ أن هذه الزخرفة وخاصة منها النباتية تندرج في سلسلة انطلقت من قرطبة وسرقسطة لتصل إلى تلمسان وفاس.
صنع هذا منبر أساسا لتزيين مسجد ببلاد المغرب الأوسط لكن من طرف صانع تكون بمدرسة أندلسية آنذاك في زخرفة عدة معالم منها الجعفرية. ويشكل هذا المنبر مرجعا يساعد على فهم مكونات الفن المغربي-الأندلسي

## دوره الحضاري
يمتد دور الجامع الكبير ليشمل مجالات عديدة ومنها تحفيظ القرآن الكريم للأطفال الراغبين بذلك، وقد تخرج فيه علماءٌ وفقهاء وأئمة اكتسبوا سمعة طيبة ولعبوا دوراً في تبصير شباب البلد بأمور دينهم ومنهم الشيخ بابا عمر الذي كان مفتياً ضليعاًَ والشيخ عمر شوتري و الشيخ شارف والشيخ مصطفى بن يلس وهم خطباء مفوّهون، ما يؤكد على الدور الحضاري الكبير لهذا المسجد العريق.

## قائمة المراجع
Bourouiba, R., Les inscriptions commémoratives des mosquées d’Algérie, Algiers, OPU, 1984, p. 81-86
Bourouiba, R., L’art religieux musulman en Algérie, Algiers, S.N.E.D., 1983
Bourouiba, R., Apports de l’Algérie à l’architecture religieuse arabo-islamique, Algiers, OPNA, 1956
Devoulx, A., Les édifices religieux de l'ancien Alger, Algiers, Bastide, 1870
Marçais, G., L’architecture musulmane d’occident, Tunisie, Algérie, Espagne et Sicile, Paris, Arts et Métiers Graphiques, 1954
Golvin, L., Essai sur l’architecture musulmane d’Occident, t.IV, l’Art hispano-musulman, Paris : Klindsieck, 1979.
Marçais, G., L’architecture musulmane d’Occident, Paris : 1929.
Mercier, G., Corpus des inscriptions arabes et turques de l’Algérie, II, Département de Constantine, Paris : E. Leroux, 1902.
Bourouiba, R., L’art religieux musulman de l’Algérie, Alger : SNED, 1983, p. 121.
Bourouiba, R., Les inscriptions commémoratives des mosquées d’Algérie, Alger : OPU, 1984.

## مقالات إضافية
- المرجعية الدينية الجزائرية
- الحزب الراتب
- الجامع الكبير بتارودانت

## وصلات خارجية
متحف بدون حدود، علي لافر، الجامع الكبير 
المسجد الكبير بالجزائر 
منبر الجامع الكبير بالجزائر 
الشيخ عبد الرحمن الجيلالي
مجلة الأصالة عدد خاص بمناسبة مرور ألف سنة على إنشاء مدينة الجزائر العاصمة سنة 1972م

نافورة بالجامع الكبير، الجزائر العاصمة، الجزائر 